# 烏離島

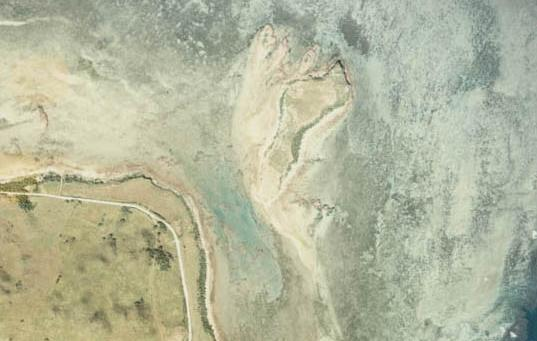
烏離島空照圖

烏離島（日文：、片假名：、羅馬拼音： Ubanari-jima），是屬於日本沖繩縣八重山郡竹富町的荒島。
位於西表島東北方約200公尺，面積約0.05平方公里，島上最高點約為海拔17公尺
。
在二次大戰後，曾經有來自西表島和竹富島的居民進行著耕種以及山羊的放牧，但現皆已沒有繼續開發，成為荒地。

## 外部連結
- Wonder沖繩 - 烏離島 （页面存档备份，存于）